# Cliff Bowen

a Compétitions nationales et continentales officielles uniquement.

b Matchs officiels uniquement.
Clifford « Cliff » Alfred Bowen, né le 3 janvier 1875 à Morriston et mort le 30 avril 1929 à Rickmansworth, est un joueur de rugby à XV international gallois. Il évolue au poste d'ailier tant en sélection nationale qu'avec le club de Llanelli RFC. 
Il pratique également le cricket avec Llanelli et le Carmarthenshire dans le cadre du Minor Counties Cricket Championship.

## Carrière rugbystique
Cliff Bowen honore sa première cape internationale dans le tournoi britannique en 1896 pour le match d'ouverture face à l'Angleterre. Cliff Bowen est aligné avec un autre ailier Bert Dauncey de Newport, Owen Badger et le capitaine gallois Arthur Gould au centre. Bowen et Dauncey conservent leurs postes tout le tournoi, ce qui est une première pour des ailiers gallois depuis la paire Norman Biggs - Billy McCutcheon, membres de l'équipe qui a remporté la Triple Couronne en 1893. Le match de 1896 à Blackheath est une très lourde défaite contre l'Angleterre qui marque sept essais pour un score final de 25 à 0. Cette déroute est en partie imputable au mauvais sort car Owen Badger se fracture la clavicule et quitte ses coéquipiers dans le premier quart d'heure, les laissant terminer le match à quatorze,; les sélectionneurs changent de nombreux avants, par exemple Wallace Watts, Arthur Boucher et Boomer Nicholl. Lors de la deuxième rencontre, le pays de Galles s'impose 6 à 0 contre l'Écosse, avec un essai inscrit par Arthur Gould et un autre par Cliff Bowen. Le match est l'occasion de voir le joueur Gwyn Nicholls faire ses débuts internationaux au centre associé à Arthur Gould. La dernière confrontation du tournoi est sanctionnée d'une défaite (8-4) contre l'Irlande.
Bowen connaît une nouvelle sélection pour le pays de Galles dans le tournoi britannique en 1897 pour le match d'ouverture face à l'Angleterre. Cette fois, l'autre ailier est Thomas Pearson. Le pays de Galles l'emporte 11 à 0. Le XV du Poireau ne joue pas d'autre match cette saison-là à cause de « l'affaire Gould ». Bowen n'a plus l'occasion de jouer par la suite avec la sélection nationale.

## Statistiques en équipe nationale de rugby à XV
Cliff Bowen dispute quatre matches avec l'équipe du pays de Galles. Il participe à deux tournois britanniques.
| Année | Compétition         | Matches | Points | Essais |
| 1896  | Tournoi britannique | 3       | 3      | 1      |
| 1897  | Tournoi britannique | 1       | -      | -      |
| Total | Total               | 4       | 3      | 1      |